# Kikorze
Kikorze (do 1945 Kicker) – wieś w Polsce położona w województwie zachodniopomorskim, w powiecie goleniowskim, w gminie Osina. W latach 1975–1998 miejscowość położona była w województwie szczecińskim.
Miejscowość leży na Równinie Nowogardzkiej, nad rzeką Stepnicą, przy drodze krajowej nr 6, ok. 3 km na północ od Osiny.

## Historia
We wczesnym średniowieczu na terenie Kikorza znajdował się niewielki gródek. Pierwsza wzmianka na piśmie pochodzi z roku 1331. W 2. połowie XIII wieku wieś była własnością lenną grafa Ottona von Eberstein, którego posiadłości pochodziły w części z darowizny od biskupa kamieńskiego. Później lenno zostało podzielone na dwie części. Zajęły je dwa rody rycerskie: von Dittmansdorf i von Lockedt. Na podstawie traktatu westfalskiego rzeka Stepnica do 1679 stanowiła granicę Szwecji (zachodni brzeg) i Brandenburgii (wschodni brzeg). W 1746 rodzina Dittmansdorf przejęła całą wieś po wykupieniu praw lenna. Od 1755 właścicielem wsi był ród von Rothenburg. We wsi pracował młyn, na którego potrzeby spiętrzono rzekę. W XIX wieku wieś została rozparcelowana zgodnie z uchwałami o akcji regulacyjno-uwłaszczeniowej, nadzorowanej przez Komisję Generalną w Stargardzie. W 1772 Kikorze liczyło sobie ok. 100 mieszkańców. Od 1817 roku część dóbr przejmuje drogą kupna szlachcic von Hell, zaś od 1884 Wilhelm Rausch. W 1872 znajdowały się tutaj 3 zagrody chłopskie i 6 gospodarstw zagrodniczych. Wieś często zmieniała właścicieli. Byli nimi m.in. przedstawiciele rodu von Bismarcków, rodzina "Żelaznego Kanclerza" Ottona von Bismarcka. We wsi znajdował się również kościół (rozebrany w latach 40. XX wieku). Folwark zniszczono jeszcze za czasów niemieckich, zaś pałac w 1945. Pozostał jedynie park dworski. Po 1945 roku wieś przejęli Polacy i Państwowe Gospodarstwa Rolne.

## Atrakcje
Obecna zabudowa wsi pochodzi w większości z czasów polskich – nowe domy. Znajduje się tutaj jednak kilka murowanych budynków mieszkalnych z czasów niemieckich. Największą atrakcją turystyczną jest park dworski, pozostałość po dawnych właścicielach wsi. Jest to park w stylu angielskim, naturalistyczny, został założony w 1. połowie XIX wieku przez rodzinę von Hell. Powierzchnia parku to ponad 5 ha. Znajduje się tutaj kilka pomników przyrody, wśród nich dwa dęby szypułkowe, lipa drobnolistna oraz świerk. Przez park i miejscowość przebiega 15 południk długości geograficznej wschodniej, wyznaczający czas środkowoeuropejski, co jest oznaczone stosownym pomnikiem. Przy drodze nr 6 znajduje się kilka punktów gastronomicznych, w tym restauracja "15 południk". W Kikorzu znajduje się świetlica wiejska, fabryka okien i drzwi oraz zakład stolarski. Wieś o charakterze rolniczo-usługowo-przemysłowym. Kikorze łączy się drogą asfaltową z Osiną.
Okoliczne miejscowości: Osina, Redostowo, Kościuszki, Olchowo, Wyszomierz, Węgorza